# یهودا اسخریوطی
یهودا اسکاریوتی یا یهودای اِسخَریوطی (یونانی انجیلی: Ἰούδας Ἰσκαριώτης، آوانگاری: Ioúdas Iskariṓtēs؛ درگذشتهٔ حوالی ۳۰ – ۳۳ پس از میلاد) طبق چهار انجیل اصلی مسیحیت، یکی از دوازده حواری اصلی عیسی مسیح بود. یهودا با خیانت به عیسی در باغ جتسیمانی، او را به سنهدرین تحویل داد؛ این خیانت در ازای سی سکه نقره صورت گرفت. یهودا با بوسیدن گونه عیسی و خطاب کردن او با عنوان «استاد»، هویت او را در تاریکی به جمعیتی که آمده بودند تا عیسی را بازداشت کنند، نشان داد. در دوره معاصر، نام یهودا به‌طور متداول برابر با خیانت دانسته می‌شود.
انجیل مرقس دلیلی برای خیانت یهودا ذکر نمی‌کند، اما پیش‌بینی عیسی دربارهٔ خیانت او را در شام آخر نقل می‌کند؛ اتفاقی که در همه انجیل‌ها ذکر شده است. انجیل متی (۲۶:۱۵) می‌گوید یهودا خیانت را در ازای سی سکه نقره انجام داد. انجیل لوقا (۲۲:۳) و انجیل یوحنا (۱۳:۲۷) اشاره دارند که یهودا تحت تسلط شیطان بوده است. بر اساس متی (۲۷:۱–۱۰)، پس از اینکه فهمید عیسی قرار است مصلوب شود، یهودا تلاش کرد پول خیانتش را به کاهنان بزرگ بازگرداند و سپس خودکشی کرد. کاهنان آن پول را، که از راهی آلوده به خون به دست آمده بود، برای خرید زمینی به نام «زمین خون» به‌منظور دفن بیگانگان هزینه کردند. کتاب اعمال رسولان (۱:۱۸) نقل قولی از پطرس دارد که می‌گوید یهودا خودش آن زمین را خریده و «بی‌درنگ سقوط کرد، از وسط دو نصف شد و تمام دل و روده‌اش بیرون ریخت.» سپس جایگاه یهودا در میان دوازده حواری با حضور متیاس تکمیل شد.
انجیل یهودا که گنوسی است، اعمال یهودا را اطاعت از دستورهای عیسی نشان می‌دهد و معتقد است که یهودا خدای عهد عتیق (عقل فعال) را از خداوند واقعی، ناشناخته و یگانه عهد جدید (موناد یا «یگانه») متمایز می‌دانست. عیسی فراتر از حوزه عقل فعال است و حقایق عمیق‌تری را به یهودا آشکار می‌کند. این دیدگاه، هم عیسی و هم یهودا را قادر می‌سازد تا درک گسترده‌تری از پلروما (کمال مطلق) ارائه دهند، که الهام‌بخش هنرمندان، نویسندگان و متفکران بوده است. این انجیل در سال ۱۸۰ میلادی توسط ایرنئوس مردود شناخته شد.
به دلیل نقش بدنامش در تمام روایت‌های انجیل، یهودا چهره‌ای بحث‌برانگیز در تاریخ مسیحیت باقی مانده است. خیانت او به عنوان شروع‌کننده رویدادهایی دیده می‌شود که منجر به مصلوب شدن و رستاخیز مسیح شد که طبق آموزه‌های سنتی مسیحی، نجات‌بخش انسانیت بوده است. از دوران قرون وسطی، یهودا گاه به عنوان تجسم مردم یهود و خیانتش به‌عنوان توجیهی برای یهودستیزی مسیحیان به کار رفته است.

## کمک به دستگیری عیسی مسیح
بنابر کتاب‌مقدس و باور مسیحیان، «یهودا»، یکی از دوازده حواری مسیح، با دریافت سی سکه نقره، جای مسیح را به مقامات روم و روحانیون یهودی لو داد. آنان نیز عیسی را دستگیر کرده و به طرز دردناکی به صلیب کشیدند. فرجام یهودا اسخریوطی در کتاب مقدس، در انجیل متی ثبت شده است: او پس از خیانت به عیسی به زودی از کار خود پشیمان شد و نزد روحانیون یهودی‌ای رفت که از آنان پول گرفته بود. یهودا سی سکه نقره را پس داد و در عوض از آنان خواست عیسی را آزاد کنند. اما روحانیون درخواست یهودا را رد کردند. با این حال یهودا سکه‌های نقره را نزد روحانیون رها کرد و از نزد آنان رفت. او از شدت پشیمانی خود را حلق‌آویز کرده و جان سپرد.
روحانیون یهودی آن سی سکه نقره را نجس می‌دانستند، چرا که جهت دستگیری و کشتن یک شخص (عیسی‌مسیح) داده بودند (اصطلاحاً «پول جان» یا «پول خون» یا در انگلیسی blood money) و به همین علت آن پول را به خزانهٔ معبد اورشلیم بازنگرداندند. ایشان با آن سی سکه قطعه زمینی جهت دفن اجساد غیریهودیان و افراد مرتد خریدند. علت این کار این بود که آن روحانیون یهودی، «اجساد غیریهودیان، مجرمان و مرتدّان» و آن «سی سکه نقره»، هر دو را نجس می‌دانستند. آن قطعه زمین که سابقاً به نام «مزرعهٔ کوزه‌گرها» شناخته می‌شد، پس از مصلوب شدن مسیح بین مردم با نام «مزرعهٔ خون» خوانده می‌شد. این تغییر نام از «مزرعهٔ کوزه‌گرها» به «مزرعهٔ خون» احتمالاً به این دلیل بود که حواریون و سایر پیروان عیسی‌مسیح می‌دانستند آن مزرعه با همان سی سکه نقره یا «پول خون» خریداری شده بود، که به عنوان دستمزد برای تسلیم کردن عیسی‌مسیح به یهودا داده شده بود.
در کتاب‌مقدس همچنین پطرس حواری از سرانجام یهودا اسخریوطی سخن می‌گوید، مبنی بر اینکه یهودا اسخریوطی در همین مزرعه بر زمین افتاده و بدن او متلاشی شده است و به این ترتیب در زبان عامیانه «صاحب مزرعهٔ خون شد».
از جمع‌بندی روایت انجیل متی و روایت پطرس‌حواری در کتاب اعمال رسولان، تصویر کامل‌تری به دست می‌آید:
- یهودا پس از خیانت به عیسی، پشیمان شده و پول (سی سکه نقره) را به روحانیون یهودی بازگردانده، با این امید که شاید عیسی را آزاد کنند. اما روحانیون درخواست وی را رد می‌کنند. یهودا آنجا را ترک کرده و در مکانی جان خود را به روش حلق‌آویز کردن می‌گیرد. هم‌زمان روحانیون یهودی با این استدلال که این پول پاک نیست، با آن همان زمینی را می‌خرند که یهودا خود را در آنجا حلق‌آویز کرده بود، و آنجا را به گورستان غیریهودیان و افراد مرتد تغییر کاربری می‌دهند. جسد یهودا که از روز جمعه (قبل از روز شنبه، که روز استراحت یهودیان است) و کل روز شنبه از درخت آویزان ماند، پس از مدتی به علت گندیدگی و پوسیدگی از درخت به زمین افتاده و جسد متلاشی می‌شود.[۸]

نزدیک به دو هزار سال است که نام «یهودا»، سی سکه نقره پاداش وی، و بوسه‌ای که به عیسی داد تا خود و عیسی را به سربازان رومی بشناساند، نمادهای خیانت در فرهنگ غرب هستند.
نام کتابی با نام «انجیل یهودا» در بین کتبی که مسیحیان آن‌ها را جعلی می‌دانند به چشم می‌خورد. نسخه اصلی و دست‌نوشته «انجیل یهودا» که احتمالاً در اواسط قرن دوم پس‌از میلاد نگاشته شده، مدت‌ها پیش از میان رفته است و اعتبار انجیلی هم که هم‌اینک با نام «انجیل یهودا» در دست است، مشکوک است.

## داستان یهودا در اسلام
باور غالب مسلمانان (نه همهٔ مسلمانان) این است که در لحظه‌ای که رومیان در تدارک مصلوب کردن عیسی مسیح بوده‌اند، یهودا به اذن خداوند به عیسی شبیه شده و رومیان او را به اشتباه به‌جای عیسی مصلوب کرده‌اند؛ بنابراین عیسی مصلوب نشده و به آسمان رفته و زنده است.
هرچند برخی نظریه‌پردازان مسلمان، همچون شبیرعلی باور دارند که این امکان وجود دارد که شخص به صلیب کشیده شده در واقع همان عیسی مسیح بود، اما عیسی مسیح بر اثر به صلیب کشیده شدن کشته نشد. همچنین افرادی که عیسی را مصلوب کردند، یهودی نبودند، بلکه رومیان این کار را کردند و به این می‌توان به این طریق روایت قرآن و انجیل را در همخوانی با هم و به این طریق هردو روایت را صحیح دانست.